# Rosa Bailly
Rosa Bailly, ps. „Rosa Dufour-Bailly”, „Aimée Dufour” (ur. 14 marca 1890 w Saint-Florent-sur-Cher, zm. 14 czerwca 1976 w Pau) – francuska pisarka, dziennikarka, poetka, tłumaczka, propagatorka kultury i literatury polskiej we Francji.

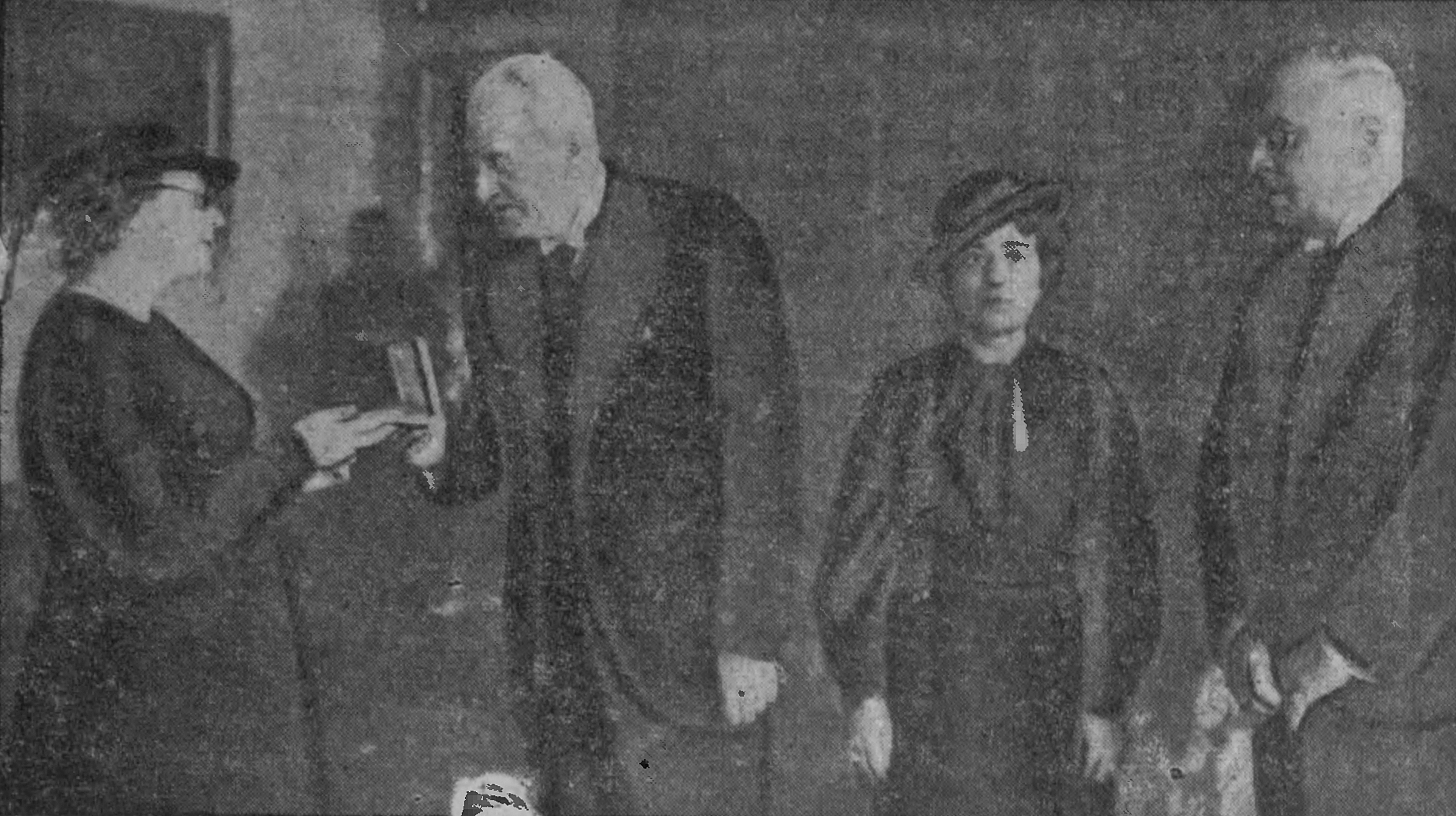
Rosa Baily dekorowana Orderem Odrodzenia Polski przez prezydenta Ignacego Mościckiego 22 września 1936 w Warszawie

## Życiorys
Ukończyła École Normale Superiéure o statusie uniwersyteckim w Sèvres pod Paryżem. W 1916 – jeszcze jako nauczycielka – założyła towarzystwo Les Amis de la Pologne i została jego sekretarzem generalnym. W okresie plebiscytów w 1921 agitowała za przyłączeniem Górnego Śląska do Polski. W czasie II wojny światowej organizowała pomoc dla polskich jeńców i żołnierzy we Francji.
W okresie międzywojennym była prezeską Towarzystwa, w Polsce określanego jako Towarzystwo Polsko-Francuskie w Paryżu. W ramach działalności towarzystwa we Francji współorganizowała wystawianie spektakli polskich sztuk. Autorka książek o Polsce, w tym m.in. obrony Lwowa. Przekładała również na język francuski polską poezję (m.in. K. Przerwy-Tetmajera, J. Tuwima). Została uhonorowana licznymi polskimi odznaczeniami, m.in. w roku 1969 otrzymała nagrodę polskiego Pen Clubu.
Została wymieniona wśród darczyńców odbudowy Zamku Królewskiego na Wawelu, upamiętniają ją „cegiełki” nr 1571 i 1572.

## Prace
- 1926, 1928, 1939 : Histoire de l'amitié franco-polonaise
- 1924 : La Pologne renaît
- 1926 (?) : Comment se renseigner sur la Pologne, Union française des amis de la Pologne
- 1930 : L'Hommage de la France à Mickiewicz
- 1928, 1938 : Petite histoire de la Pologne
- 1920–1930 : Villes de Pologne
- 1920 : Vilno, ville polonaise
- 1924 : À la gloire de Léopol
- 1927 : Une Ville polonaise: Bydgoszcz
- 1928 : Guide de Pologne: Poznań, Varsovie, Wilno, Cracovie, Léopol, Zakopane
- 1936 : Au cœur de la Pologne: Petites villes, châteaux, campagnes (wyd. pol. W sercu Polski, Lublin 2018)
- 1940 : Lettres aux Polonais en France
- 1949 : Varsoviennes (traduction de Kobiety de Stanisława Kuszelewska)
- 1957: Portes du Paradis
- A City Fights for Freedom[1]
- 2011: Miasto walczy o wolność. Obrona Lwowa 1918–1919

## Ordery i odznaczenia
- Krzyż Komandorski Orderu Odrodzenia Polski (1936)[5]
- Złoty Wawrzyn Akademicki (4 listopada 1937)[6]
- Złota Odznaka honorowa „Za Zasługi dla Warszawy” (17 stycznia 1963)[7]

## Nagrody
- 1937 : Prix de l'Académie française – prix Kornmann (1 000F)[8]
- 1969 : Nagroda PEN Clubu
- 1969 : Prix Francis Jammes

## Upamiętnienie
22 lutego 1980 w Warszawie jednej z ulic na terenie obecnej dzielnicy Bemowo zostało nadanie imię Rosy Bailly.
Biografie
- Mieczysława Wazdrag-Parisot, Rosa Bailly et la Pologne, Université de Paris-Sorbonne, 1980
- Anita Plytarz, « Rosa Bailly, sa vie et ses liens d’amitié tissés avec la Pologne » w Synergies Pologne, revue du Gerflint, Cracovie, 2006[10]
- Tadeusz Edward Domański, Rosa Bailly: Wielka Francuzka o polskim sercu, Lublin, Norbertinum, 2003
- Małgorzata Nossowska, O Francuzce, która pokochała Polskę. Rosa Bailly i stowarzyszenie “Les Amis de la Pologne”, Lublin, Uniwersytet Marii Curie-Skłodowskiej w Lublinie, 2012, ISBN 978-83-7784-092-4 –

Portrety
- Portrety Rosy Bailly wykonali: Nina Alexandrowicz, Zbigniew Więckowski (olejem) oraz Maja Berezowska (akwarela).
- Rzeźba Francis Black-a jest w Bibliothèque Polonaise à Paris.